# Eleições municipais de Campo Grande em 2004
As eleições municipais da cidade brasileira de Campo Grande, em 2004, foram responsáveis por eleger um prefeito, um vice-prefeito e 21 vereadores para a administração da cidade e a votação se deu em um único turno, no dia 3 de outubro de 2004. O resultado deu vitória a Nelson Trad Filho, do PMDB.
Antes das eleições o prefeito era André Puccinelli, do PMDB, que terminou seu mandato em 31 de dezembro de 2004 e não poderia concorrer à reeleição.

## Candidatos
| Cor | Nº | Candidato(a) a prefeito | Candidato(a) a prefeito                           | Candidato(a) a vice-prefeito | Candidato(a) a vice-prefeito                           | Coligação |
| --- | -- | ----------------------- | ------------------------------------------------- | ---------------------------- | ------------------------------------------------------ | --- |
|     | 12 |                         | Dagoberto Nogueira (PDT) Dagoberto Nogueira Filho |                              | Nilde Brun (PDT) Nilde Clara de Souza Benites Brun     | Campo Grande Quer Mais - Partido Democrático Trabalhista (PDT) - Partido Liberal (PL) - Partido Socialista Brasileiro (PSB) - Partido da Social Democrata Cristão (PSDC) - Partido de Reedificação da Ordem Nacional (PRONA) - Partido Republicano Progressista (PRP) - Partido Humanista da Solidariedade (PHS) - Partido Social Liberal (PSL) - Partido Trabalhista Nacional (PTN)    |
|     | 13 |                         | Vander Loubet (PT) Vander Luiz dos Santos Loubet  |                              | Flávio Renato (PP) Flávio Renato Rocha de Lima         | Campo Grande para Todos - Partido dos Trabalhadores (PT) - Partido Progressista (Brasil) (PP) - Partido da Mobilização Nacional (PMN) - Partido Comunista do Brasil (PCdoB) |
|     | 14 |                         | Antonio Cruz (PTB) Antonio Ferreira da Cruz Filho |                              | Luiz Pedro Guimarães (PTB) Luiz Pedro Gomes Guimarães  | Sem coligação - Partido Trabalhista Brasileiro (PTB) |
|     | 15 |                         | Nelsinho Trad (PMDB) Nelson Trad Filho            |                              | Marisa Serrano (PSDB) Marisa Joaquina Monteiro Serrano | Campo Grande no Rumo Certo - Partido do Movimento Democrático Brasileiro (PMDB) - Partido da Social Democracia Brasileira (PSDB) - Partido da Frente Liberal (PFL) - Partido Popular Socialista (PPS) - Partido Verde (PV) - Partido Social Cristão (PSC) - Partido Renovador Trabalhista Brasileiro (PRTB) - Partido Trabalhista Cristão (PTC) - Partido Trabalhista do Brasil (PTdoB) |
|     | 16 |                         | Suél do PSTU (PSTU) Suél Ferranti da Silva        |                              | Rose Reis (PSTU) Rosemeire de Oliveira Borges Reis     | Sem coligação - Partido Socialista dos Trabalhadores Unificado (PSTU) |

## Resultados

### Prefeito
| 1º Turno 3 de outubro de 2004  | 1º Turno 3 de outubro de 2004 | 1º Turno 3 de outubro de 2004 | 1º Turno 3 de outubro de 2004 |
| Candidato(a)                   | Vice                          | Votação                       | Votação                       |
| Candidato(a)                   | Vice                          | Total                         | Porcentagem                   |
| ------------------------------ | ----------------------------- | ----------------------------- | ----------------------------- |
| Nelson Trad Filho (PMDB)       | Marisa Serrano (PSDB)         | 213.195                       | 55,70%                        |
| Vander Loubet (PT)             | Flávio Renato (PP)            | 87.981                        | 22,99%                        |
| Dagoberto Nogueira Filho (PDT) | Nilde Brun (PDT)              | 52.929                        | 13,83%                        |
| Antonio Cruz (PTB)             | Luiz Pedro Guimarães (PTB)    | 23.952                        | 6,26%                         |
| Suél do PSTU (PSTU)            | Rose Reis (PSTU)              | 4.675                         | 1,22%                         |
| Total de votos válidos         | Total de votos válidos        | 382.732                       | 100,00%                       |
| Votos apurados                 |                               |                               |                               |
| Votos válidos                  | Votos válidos                 | 382.732                       | 95,81%                        |
| Votos em branco                | Votos em branco               | 4.563                         | 1,14%                         |
| Votos nulos                    | Votos nulos                   | 12.161                        | 3,05%                         |
| Total de votos apurados        | Total de votos apurados       | 399.456                       | 100,00%                       |
| Eleitores                      |                               |                               |                               |
| Comparecimento                 | Comparecimento                | 399.456                       | 85,15%                        |
| Abstenções                     | Abstenções                    | 69.640                        | 14,85%                        |
| Total de eleitores             | Total de eleitores            | 469.096                       | 100,00%                       |

| Partido | Partido | Candidato | Votos   | Votos (%) |
| ------- | ------- | --------- | ------- | --------- |
|         | PMDB    | Nelsinho  | 213 195 | 55,7%     |
|         | PT      | Vander    | 87 981  | 22,99%    |
|         | PDT     | Dagoberto | 52 929  | 13,83%    |
|         | PTB     | Cruz      | 23 952  | 6,26%     |
|         | PSTU    | Suél      | 4 675   | 1,22%     |
| Totais  | Totais  | Totais    | 382 732 |           |

### Vereadores
Os eleitos foram remanejados pelo coeficiente eleitoral destinado a cada coligação. Abaixo a lista com o número de vagas e os candidatos eleitos. O ícone  indica os que foram reeleitos.
| Candidato(a)       | Partido | Coligação                  | Votação         | %    |                            |        |      |
| ------------------ | ------- | -------------------------- | --------------- | ---- | -------------------------- | ------ | ---- |
| Candidato(a)       | Partido | Coligação                  | Marquinhos Trad | PMDB | Campo Grande no Rumo Certo | 11.045 | 2,88 |
| Youssif Domingos   | PMDB    | Campo Grande no Rumo Certo | 8.629           | 2,25 |                            |        |      |
| Marun              | PMDB    | Campo Grande no Rumo Certo | 8.567           | 2,23 |                            |        |      |
| Magali Picarelli   | PTB     | —                          | 7.713           | 2,01 |                            |        |      |
| Thaís Helena       | PT      | Campo Grande para Todos    | 7.159           | 1,86 |                            |        |      |
| Grazielle Machado  | PL      | Campo Grande Quer Mais     | 6.273           | 1,63 |                            |        |      |
| Ribeiro            | PT      | Campo Grande para Todos    | 5.745           | 1,50 |                            |        |      |
| Edmar Neto         | PSDB    | Campo Grande no Rumo Certo | 5.649           | 1,47 |                            |        |      |
| Airton Saraiva     | PFL     | Campo Grande no Rumo Certo | 5.372           | 1,40 |                            |        |      |
| Sérgio Fontellas   | PMDB    | Campo Grande no Rumo Certo | 5.366           | 1,40 |                            |        |      |
| Edil Albuquerque   | PMDB    | Campo Grande no Rumo Certo | 5.323           | 1,39 |                            |        |      |
| Prof. Rinaldo      | PTdoB   | Campo Grande no Rumo Certo | 5.266           | 1,37 |                            |        |      |
| Celso Ianaze       | PMDB    | Campo Grande no Rumo Certo | 5.140           | 1,34 |                            |        |      |
| Paulo Siufi        | PRTB    | Campo Grande no Rumo Certo | 4.772           | 1,24 |                            |        |      |
| Alcides Bernal     | PMN     | Campo Grande para Todos    | 4.772           | 1,24 |                            |        |      |
| Cristóvão Silveira | PSDB    | Campo Grande no Rumo Certo | 4.704           | 1,22 |                            |        |      |
| Cabo Almi          | PT      | Campo Grande para Todos    | 4.552           | 1,19 |                            |        |      |
| Jorge Martins      | PDT     | Campo Grande Quer Mais     | 4.395           | 1,14 |                            |        |      |
| Alex do PT         | PT      | Campo Grande para Todos    | 4.376           | 1,14 |                            |        |      |
| Marcelo Bluma      | PV      | Campo Grande no Rumo Certo | 3.529           | 0,92 |                            |        |      |
| Athayde Nery       | PPS     | Campo Grande no Rumo Certo | 3.439           | 0,90 |                            |        |      |